# Six Reasons to Kill
Six Reasons to Kill ist eine deutsche Death-/Metalcore-Band aus Koblenz.

## Geschichte
Six Reasons to Kill wurde 1999 gegründet und veröffentlichte kurz darauf eine erste CD auf Alveran Records. Drei Jahre später wurde die erste LP Morphology of Fear als Split mit Absidia veröffentlicht. Es folgte 2003 eine Split-EP mit Deadlock. Im Jahre 2005 wurde mit Reborn das zweite Studioalbum der Band veröffentlicht, 2008 das dritte Album Another Horizon. Seit Reborn arbeitet die Band mit Produzent Kristian Kohlmannslehner in dessen Kohlekeller Studio zusammen.
Bisher spielte sie im Vorprogramm u. a. von Bleeding Through, The Black Dahlia Murder, Walls of Jericho, Hatesphere sowie Heaven Shall Burn. Im September 2011 war Six Reasons to Kill mit Samael sowie Keep of Kalessin
auf Europatournee. Das aktuelle Album We Are Ghosts wurde erneut im Kohlekeller aufgenommen und erschien 2013 bei Massacre Records.

## Diskografie
- 1999: Demo (CD; Eigenvertrieb)
- 2000: Kiss the Demon (CD; Alveran Records)
- 2001: Kiss the Demon (CD; Howling Bull Records/Japan)
- 2002: Morphology of Fear Split (CD/LP mit Absidia; Bastardized Recordings/Per Koro Records)
- 2003: Split CD with Deadlock (CD; Winter Records)
- 2005: Reborn (Bastardized Recordings, Tribunal Records/USA, Gods Child Music/Japan)
- 2008: Another Horizon (Bastardized Recordings, Tribunal Records/USA)
- 2011: Architects of Perfection (Massacre Records)
- 2013: We Are Ghosts (Massacre Records)